# Una selfie con Timochenko
Una selfie con Timochenko es una película colombiana de 2018 dirigida por Juan Pablo Salazar y Álvaro Perea Chacón, protagonizada por  Natalia Durán, Juan Pablo Salazar, Paula Estrada y Manuel Sarmiento.

## Sinopsis
Juan Pablo es un funcionario de la presidencia de Colombia en silla de ruedas que está enamorado de una actriz y presentadora de televisión llamada Natalia. Siente que su única alternativa con la hermosa Natalia es invitarla al evento de la firma de la paz entre el gobierno y la guerrilla colombiana, aunque ni siquiera él está invitado a la gala, por lo que deberá ingeniárselas para asegurar su presencia y la de Natalia en tan importante evento.

## Reparto
- Natalia Durán
- Juan Pablo Salazar
- Paula Estrada
- Manuel Sarmiento